# Eruzione esplosiva

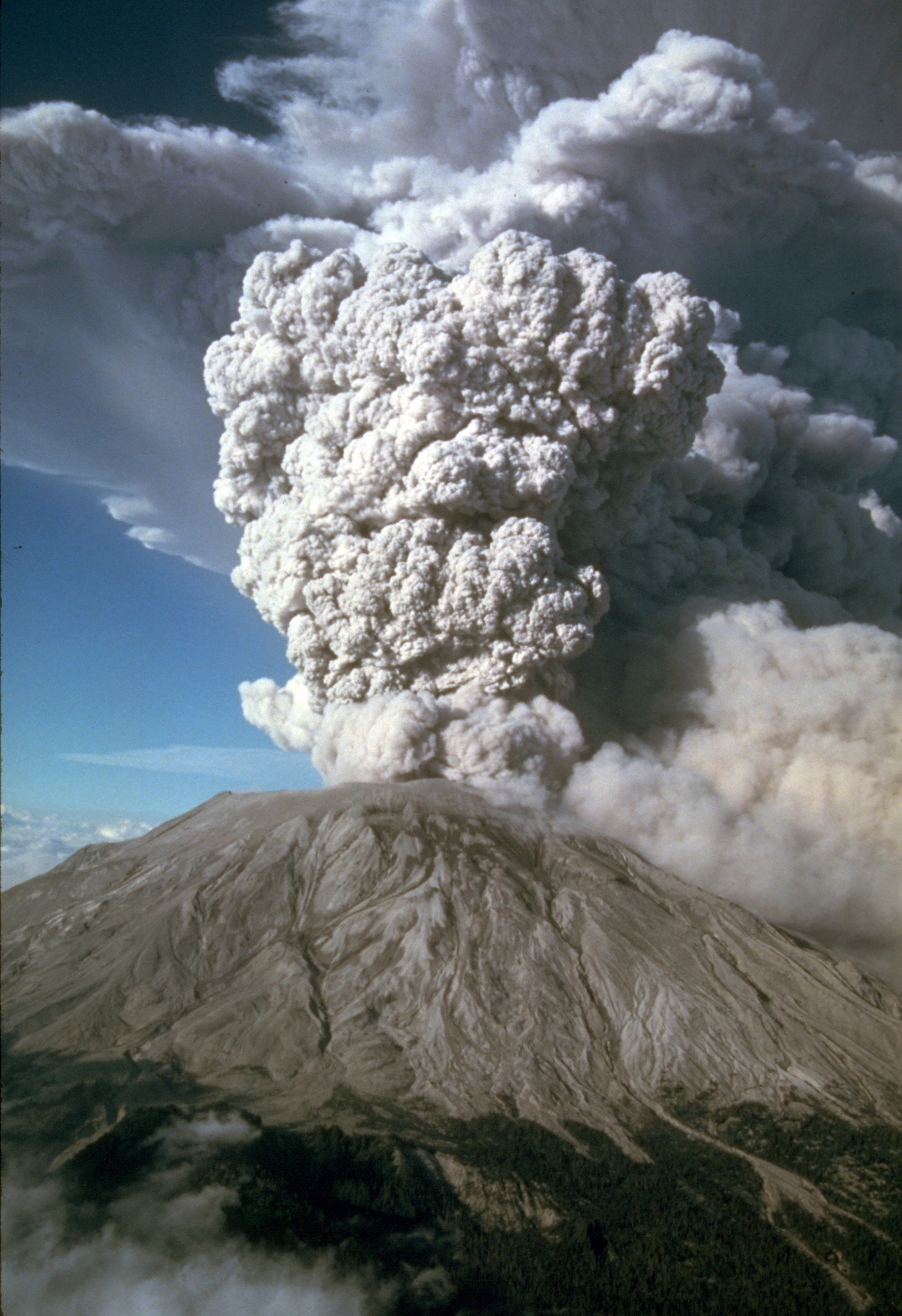
Eruzione esplosiva del Monte Sant'Elena del 22 luglio 1980

Un'eruzione esplosiva è un tipo violento ed esplosivo di eruzione vulcanica. Un'eruzione di questo tipo è provocata da gas che si accumula sotto grande pressione. Il gas, guidato dal magma bollente che sale, interagisce con l'acqua del suolo finché la pressione diventa tale da esplodere violentemente attraversando il mantello di roccia. In molti casi il magma che sale contiene grandi quantità di gas parzialmente disciolto. A volte un tappo di lava blocca il condotto verso l'alto, e quando questo succede, le eruzioni sono più violente. Con il rilascio istantaneo della pressione il gas esce dalla soluzione violentemente ed esplosivamente. Questa esplosione secondaria è spesso molto più violenta della prima: le rocce, il gas, la polvere e il materiale piroclastico possono essere lanciati 20 km nell'atmosfera, a un ritmo di 100.000 tonnellate al secondo che viaggiano a centinaia di metri al secondo. Questa nuvola dopo collassa, creando una cascata di materia vulcanica bollente.

## Stadi di un'eruzione esplosiva
Un'eruzione esplosiva comincia sempre con una qualche forma di blocco del cratere che impedisce il rilascio dei gas intrappolati nel magma andesico e riolitico altamente viscoso. L'alta viscosità di questo tipo di magma impedisce che il gas contenuto nel magma venga rilasciato. Quando questo tipo di magma scorre verso la superficie ad alta pressione, a volte causa che il tappo sia lanciato via in un'eruzione esplosiva. La pressione del magma e dei gas li fa uscire dal punto più fragile del cono, di solito il cratere. Comunque nel caso dell'eruzione del Monte Sant'Elena, la pressione fu rilasciata attraverso il lato del vulcano invece che attraverso il cratere. Il rilascio immediato della pressione causa che i gas formino una nuvola e creino pietra vulcanica e pomice, che dopo sono espulse attraverso il cratere del vulcano e creano la caratteristica colonna comunemente associata alle eruzioni esplosive. La dimensione e la durata della colonna dipendono dal volume del magma rilasciato e alla pressione a cui era sottoposto.

## Materiale piroclastico
Un'eruzione esplosiva emette grandi quantità di frammenti di rocce, lava solidificata e cenere. Questi materiali sono chiamati piroclasti. I piroclasti si classificano in base alle loro dimensioni:
- cenere vulcanica, quando il loro diametro è inferiore a 2 mm;
- lapilli, quando il loro diametro è compreso tra i 2 e i 64 mm;
- bombe vulcaniche, quando il loro diametro è superiore a 64 mm.

## Acidità della lava
La lava che viene eruttata nelle eruzioni esplosive è acida. Questo è dovuto alla presenza di più del 65% di silicati, che rendono la lava anche vischiosa.